# Yohualtecuhtli
Yohualehecatl (Yohualliehecatl „Niewidzialnym [jak noc] i Nieuchwytnym [jak wiatr]) w mitologii azteckiej bóg ziemi, ciemności i śmierci.
Yohualehecatl był powszechnie uważany za kolejne wcielenie Ometeotla. Jego partnerka była Yohualticitl lub Yoalticitl, Yohaulticetl („Lekarka Nocy”). 